# Danh sách đơn vị hành chính cấp hương của Thanh Hải

## Thanh Hải

### Tây Ninh
| Thành phố cấp địa khu Tây Ninh quản lí trực tiếp 7 đơn vị hành chính cấp huyện, bao gồm 5 quận, 1 huyện và 1 huyện tự trị. Các đơn vị hành chính cấp huyện này được chia thành 76 đơn vị hành chính cấp hương, bao gồm 25 nhai đạo, 28 trấn, 18 hương và 5 hương dân tộc. | |
| Thành Đông | Nhai đạo |
| Thành Đông | Đông Quan Đại Nhai, Thanh Chân Hạng, Đại Chúng Nhai, Chu Gia Tuyền, Hỏa Xa Trạm, Bát Nhất Lộ, Lâm Gia Nhai                    |
| Thành Đông | Trấn |
| Thành Đông | Nhạc Gia Loan, Vận Gia Khẩu                                                                                                   |
| Thành Trung | Nhai đạo |
| Thành Trung | Nhân Dân, Nam Than, Thương Môn Nhai, Lễ Nhượng Nhai, Ẩm Mã Nhai, Nam Xuyên Đông Lộ, Nam Xuyên Tây Lộ                          |
| Thành Trung | Trấn |
| Thành Trung | Tổng Trại |
| Thành Tây | Nhai đạo |
| Thành Tây | Tây Quan Đại Nhai, Cổ Thành Đài, Hổ Đài, Thắng Lợi Lộ, Hưng Hải Lộ, Văn Hối Lộ, Thông Hải Lộ                                  |
| Thành Tây | Trấn |
| Thành Tây | Bành Gia Trại |
| Thành Bắc | Nhai đạo |
| Thành Bắc | Triêu Dương, Tiểu Kiều Đại Nhai, Mã Phường, Hỏa Xa Tây Trạm                                                                   |
| Thành Bắc | Trấn |
| Thành Bắc | Đại Bảo Tử, Nhập Lý Phô |
| Hoàng Trung | Nhai đạo |
| Hoàng Trung | Khang Xuyên |
| Hoàng Trung | Trấn |
| Hoàng Trung | Điền Gia Trại, Thượng Tân Trang, Lỗ Sa Sĩ, Cam Hà Than, Cộng Hòa, Đa Ba, Lan Long Khẩu, Thượng Ngũ Trang, Lý Gia Sơn, Tây Bảo |
| Hoàng Trung | Hương |
| Hoàng Trung | Thổ Môn Quan, Hải Tử Câu |
| Hoàng Trung | Hương dân tộc |
| Hoàng Trung | Quần Gia, Hán Đông, Đại Tài                                                                                                   |
| Hoàng Nguyên | Trấn |
| Hoàng Nguyên | Thành Quan, Đại Hoa |
| Hoàng Nguyên | Hương |
| Hoàng Nguyên | Đông Hạp, Nhật Nguyệt, Hòa Bình, Ba Hàng, Thân Trung, Ba Yến, Tự Trại                                                         |
| Đại Thông | Trấn |
| Đại Thông | Kiều Đầu, Thành Quan, Tháp Nhĩ, Đông Hạp, Hoàng Gia Trại, Trường Ninh, Cảnh Dương, Đa Lâm, Tân Trang                          |
| Đại Thông | Hương |
| Đại Thông | Thanh Lâm, Thanh Sơn, Tốn Nhượng, Cực Lạc, Thạch Sơn, Bảo Khố, Tà Câu, Lương Giáo, Hoa Lâm                                    |
| Đại Thông | Hương dân tộc |
| Đại Thông | Hướng Hóa, Sóc Bắc |

### Hải Đông
| Thành phố cấp địa khu Hải Đông quản lí trực tiếp 6 đơn vị hành chính cấp huyện, bao gồm 2 quận và 4 huyện tự trị. Các đơn vị hành chính cấp huyện này được chia thành 94 đơn vị hành chính cấp hương, bao gồm 35 trấn, 49 hương và 10 hương dân tộc. | |
| Lạc Đô | Trấn |
| Lạc Đô | Niễn Bá, Vũ Nhuận, Thọ Nhạc, Cao Miếu, Hồng Thủy, Cao Điếm, Cù Đàm                                                                                     |
| Lạc Đô | Hương |
| Lạc Đô | Cộng Hòa, Trung Lĩnh, Lý Gia, Hạ Doanh, Lô Hoa, Mã Doanh, Mã Hán, Bồ Đài, Trung Bá, Phong Đôi, Thành Đài, Đạt Lạp                                      |
| Bình An | Trấn |
| Bình An | Bình An, Tiểu Hạp, Tam Hợp |
| Bình An | Hương |
| Bình An | Hồng Thủy Tuyền, Thạch Hôi Diêu, Cổ Thành, Sa Câu, Ba Tàng Câu                                                                                         |
| Dân Hòa | Trấn |
| Dân Hòa | Xuyên Khẩu, Cổ Thiện, Mã Doanh, Quan Đình, Ba Châu, Mãn Bình, Lý Nhị Bảo, Hạp Môn                                                                      |
| Dân Hòa | Hương |
| Dân Hòa | Mã Tràng Viên, Bắc Sơn, Tùng Thụ, Tây Câu, Tổng Bảo, Long Trị, Đại Trang, Chuyển Đạo, Tiền Hà, Cam Câu, Trung Xuyên, Hạnh Nhi, Hạch Đào Trang, Tân Dân |
| Hỗ Trợ | Trấn |
| Hỗ Trợ | Uy Viễn, Đan Ma, Cao Trại, Nam Môn Hạp, Gia Định, Đường Xuyên, Ngũ Thập, Ngũ Phong                                                                     |
| Hỗ Trợ | Hương |
| Hỗ Trợ | Đài Tử, Tây Sơn, Hồng Nhai Tử Câu, Cáp Lạp Trực Câu, Đông Sơn, Đông Hòa, Đông Câu, Lâm Xuyên, Thái Gia Bảo                                             |
| Hỗ Trợ | Hương dân tộc |
| Hỗ Trợ | Ba Trát, Tùng Đa |
| Hóa Long | Trấn |
| Hóa Long | Ba Yến, Quần Khoa, Nha Thập Ca, Cam Đô, Trát Ba, Ngang Tư Đa                                                                                           |
| Hóa Long | Hương |
| Hóa Long | Sơ Ma, Nhị Đường, Tạ Gia Than, Đức Hằng Long, Sa Liên Bảo, A Thập Nô, Thạch Đại Thương                                                                 |
| Hóa Long | Hương dân tộc |
| Hóa Long | Hùng Tiên, Tra Phủ, Tháp Gia, Kim Nguyên |
| Tuần Hóa | Trấn |
| Tuần Hóa | Tích Thạch, Bạch Trang, Nhai Tử |
| Tuần Hóa | Hương |
| Tuần Hóa | Thanh Thủy, Tra Hãn Đô Tư |
| Tuần Hóa | Hương dân tộc |
| Tuần Hóa | Đạo Vi, Cương Sát, Văn Đô, Ca Lăng |

### Hải Bắc
| Châu tự trị Hải Bắc quản lí trực tiếp 4 đơn vị hành chính cấp huyện, bao gồm 3 huyện và 1 huyện tự trị. Các đơn vị hành chính cấp huyện này được chia thành 30 đơn vị hành chính cấp hương, bao gồm 11 trấn, 17 hương và 2 hương dân tộc. |                                                                    |
| Kỳ Liên | Trấn                                                               |
| Kỳ Liên | Bát Bảo, Nga Bảo, Mặc Lặc                                          |
| Kỳ Liên | Hương                                                              |
| Kỳ Liên | Trát Ma Thập, A Nhu, Dã Ngưu Câu, Ương Long                        |
| Hải Yến | Trấn                                                               |
| Hải Yến | Tam Giác Thành, Tây Hải                                            |
| Hải Yến | Hương                                                              |
| Hải Yến | Kim Than, Thanh Hải Hồ, Cam Tử Hà                                  |
| Hải Yến | Hương dân tộc                                                      |
| Hải Yến | Cáp Lạc Cảnh                                                       |
| Cương Sát | Trấn                                                               |
| Cương Sát | Sa Liễu Hà, Cáp Nhĩ Cái                                            |
| Cương Sát | Hương                                                              |
| Cương Sát | Y Khắc Ô Lan, Tuyền Cát, Cát Nhĩ Mạnh                              |
| Môn Nguyên | Trấn                                                               |
| Môn Nguyên | Hạo Môn, Thanh Thạch Trớ, Tuyền Khẩu, Đông Xuyên                   |
| Môn Nguyên | Hương                                                              |
| Môn Nguyên | Bắc Sơn, Ma Liên, Tây Than, Âm Điền, Tiên Mễ, Châu Cố, Tô Cát Than |
| Môn Nguyên | Hương dân tộc                                                      |
| Môn Nguyên | Hoàng Thành                                                        |

### Hoàng Nam
| Châu tự trị Hoàng Nam quản lí trực tiếp 4 đơn vị hành chính cấp huyện, bao gồm 3 huyện và 1 huyện tự trị. Các đơn vị hành chính cấp huyện này được chia thành 33 đơn vị hành chính cấp hương, bao gồm 12 trấn và 21 hương. |                                                                                                  |
| Đồng Nhân | Trấn                                                                                             |
| Đồng Nhân | Long Vụ, Bảo An, Đa Oa                                                                           |
| Đồng Nhân | Hương                                                                                            |
| Đồng Nhân | Lan Thải, Song Bằng Tây, Trát Mao, Hoàng Nãi Hợi, Khúc Khố Hồ, Niên Đô Hồ, Qua Thập Tắc, Gia Ngô |
| Tiêm Trát | Trấn                                                                                             |
| Tiêm Trát | Mã Khắc Đường, Khang Dương, Khảm Bố Lạp                                                          |
| Tiêm Trát | Hương                                                                                            |
| Tiêm Trát | Giả Gia, Thố Chu, Ngang Lạp, Năng Khoa, Đương Thuận, Tiêm Trát Than                              |
| Trạch Khố | Trấn                                                                                             |
| Trạch Khố | Trạch Khúc, Mạch Tú, Hòa Nhật, Ninh Tú                                                           |
| Trạch Khố | Hương                                                                                            |
| Trạch Khố | Vương Gia, Tây Bặc Sa, Đa Hòa Mậu                                                                |
| Hà Nam | Trấn                                                                                             |
| Hà Nam | Ưu Cán Ninh, Ninh Mộc Đặc                                                                        |
| Hà Nam | Hương                                                                                            |
| Hà Nam | Đa Tùng, Tái Nhĩ Long, Kha Sinh, Thác Diệp Mã                                                    |

### Hải Nam
| Châu tự trị Hải Nam quản lí trực tiếp 5 đơn vị hành chính cấp huyện, toàn bộ đều là huyện. Các huyện này được chia thành 35 đơn vị hành chính cấp hương, bao gồm 19 trấn, 15 hương và 1 hương dân tộc. | |
| Cộng Hòa | Trấn                                                                                                 |
| Cộng Hòa | Kháp Bặc Kháp, Đảo Thảng Hà, Long Dương Hạp, Đường Cách Mộc, Hắc Mã Hà, Thạch Nãi Hợi, Giang Tây Câu |
| Cộng Hòa | Hương                                                                                                |
| Cộng Hòa | Sa Châu Ngọc, Thiết Cái, Nhập Địa, Thiết Cát                                                         |
| Đồng Đức | Trấn                                                                                                 |
| Đồng Đức | Ca Ba Tùng Đa, Đường Cốc                                                                             |
| Đồng Đức | Hương                                                                                                |
| Đồng Đức | Ba Câu, Tú Ma, Hà Bắc                                                                                |
| Quý Đức | Trấn                                                                                                 |
| Quý Đức | Hà Âm, Hà Tây, Lạp Tây Ngõa, Thường Mục                                                              |
| Quý Đức | Hương                                                                                                |
| Quý Đức | Hà Đông, Ca Nhượng                                                                                   |
| Quý Đức | Hương dân tộc                                                                                        |
| Quý Đức | Tân Nhai                                                                                             |
| Hưng Hải | Trấn                                                                                                 |
| Hưng Hải | Tử Khoa Than, Hà Tạp, Khúc Thập An                                                                   |
| Hưng Hải | Hương                                                                                                |
| Hưng Hải | Ôn Tuyền, Long Tàng, Trung Thiết, Đường Nãi Hợi                                                      |
| Quý Nam | Trấn                                                                                                 |
| Quý Nam | Mang Khúc, Quá Mã Doanh, Sâm Đa                                                                      |
| Quý Nam | Hương                                                                                                |
| Quý Nam | Sa Câu, Mang Lạp, Tháp Tú                                                                            |

### Quả Lạc (Golog)
| Châu tự trị Golog (Quả Lạc) quản lí trực tiếp 6 đơn vị hành chính cấp huyện, toàn bộ đều là huyện. Các huyện này được chia thành 44 đơn vị hành chính cấp hương, bao gồm 8 trấn và 36 hương. | |
| Mã Thấm | Trấn |
| Mã Thấm | Đại Vũ, Lạp Gia                                                                                              |
| Mã Thấm | Hương |
| Mã Thấm | Đại Vũ, Đông Khuynh Câu, Tuyết Sơn, Hạ Đại Vũ, Ưu Vân, Đương Lạc                                             |
| Ban Mã | Trấn |
| Ban Mã | Tái Lai Đường                                                                                                |
| Ban Mã | Hương |
| Ban Mã | Đa Cống Ma, Mã Khả Hà, Cát Tạp, Đạt Tạp, Tri Khâm, Giang Nhật Đường, Á Nhĩ Đường, Đăng Tháp                  |
| Cam Đức | Trấn |
| Cam Đức | Kha Khúc |
| Cam Đức | Hương |
| Cam Đức | Thượng Cống Ma, Hạ Cống Ma, Cương Long, Thanh Trân, Giang Thiên, Hạ Tàng Khoa                                |
| Đạt Nhật | Trấn |
| Đạt Nhật | Cát Mại |
| Đạt Nhật | Hương |
| Đạt Nhật | Mãn Chưởng, Đức Ngang, Oa Tái, Mạc Bá, Thượng Hồng Khoa, Hạ Hồng Khoa, Kiến Thiết, Tang Nhật Ma, Đặc Hợp Thổ |
| Cửu Trì | Trấn |
| Cửu Trì | Trí Thanh Tùng Đa                                                                                            |
| Cửu Trì | Hương |
| Cửu Trì | Môn Đường, Oa Tái, Tác Hô Nhật Ma, Bạch Ngọc, Oa Nhĩ Y                                                       |
| Mã Đa | Trấn |
| Mã Đa | Mã Tra Lý, Hoa Thạch Hạp                                                                                     |
| Mã Đa | Hương |
| Mã Đa | Hoàng Hà, Trát Lăng Hồ                                                                                       |

### Ngọc Thụ
| Châu tự trị Ngọc Thụ quản lí trực tiếp 6 đơn vị hành chính cấp huyện, bao gồm 1 thành phố cấp huyện và 5 huyện. Các đơn vị hành chính cấp huyện này được chia thành 49 đơn vị hành chính cấp hương, bao gồm 4 nhai đạo, 11 trấn và 34 hương. |                                                                                              |
| Ngọc Thụ | Nhai đạo                                                                                     |
| Ngọc Thụ | Kết Cổ Trấn, Trát Tây Khoa, Tây Hàng, Tân Trại                                               |
| Ngọc Thụ | Trấn                                                                                         |
| Ngọc Thụ | Long Bảo, Hạ Lạp Tú                                                                          |
| Ngọc Thụ | Hương                                                                                        |
| Ngọc Thụ | Trọng Đạt, Ba Đường, Tiểu Tô Mãng, Thượng Lạp Tú, An Trùng, Cáp Tú                           |
| Tạp Đa | Trấn                                                                                         |
| Tạp Đa | Tát Hô Đằng                                                                                  |
| Tạp Đa | Hương                                                                                        |
| Tạp Đa | Ngang Tái, Kết Đa, A Đa, Tô Lỗ, Tra Đán, Mạc Vân, Trát Thanh                                 |
| Xưng Đa | Trấn                                                                                         |
| Xưng Đa | Xưng Văn, Hiết Vũ, Trát Đóa, Thanh Thủy Hà, Trân Tần                                         |
| Xưng Đa | Hương                                                                                        |
| Xưng Đa | Ca Đóa, Lạp Bố                                                                               |
| Trì Đa | Trấn                                                                                         |
| Trì Đa | Gia Cát Bác Lạc Cách                                                                         |
| Trì Đa | Hương                                                                                        |
| Trì Đa | Tác Gia, Trát Hà, Đa Thải, Trị Cừ, Lập Tân                                                   |
| Nang Khiêm | Trấn                                                                                         |
| Nang Khiêm | Hương Đạt                                                                                    |
| Nang Khiêm | Hương                                                                                        |
| Nang Khiêm | Bạch Trát, Cát Khúc, Nương Lạp, Mao Trang, Giác Lạp, Đông Bá, Ca Dương, Cát Ni Tái, Trứ Hiểu |
| Khúc Ma Lai | Trấn                                                                                         |
| Khúc Ma Lai | Ước Cải                                                                                      |
| Khúc Ma Lai | Hương                                                                                        |
| Khúc Ma Lai | Ba Cán, Thu Trí, Diệp Cách, Ma Đa, Khúc Ma Hà                                                |

### Hải Tây
| Châu tự trị Hải Tây quản lí trực tiếp 7 đơn vị hành chính cấp huyện, bao gồm 3 thành phố cấp huyện, 3 huyện và 1 khu hành chính cấp huyện. Các đơn vị hành chính cấp huyện này được chia thành... đơn vị hành chính cấp hương, bao gồm... nhai đạo,... trấn và... hương. |                                                                              |
| Cách Nhĩ Mộc | Nhai đạo                                                                     |
| Cách Nhĩ Mộc | Côn Luân Lộ, Hoàng Hà Lộ, Kim Phong Lộ, Hà Tây, Tây Tàng Lộ                  |
| Cách Nhĩ Mộc | Trấn                                                                         |
| Cách Nhĩ Mộc | Quách Lặc Mộc Đức, Đường Cổ Lạp                                              |
| Cách Nhĩ Mộc | Hương                                                                        |
| Cách Nhĩ Mộc | Đại Cách Lặc, Ô Đồ Mỹ Nhân                                                   |
| Đức Linh Cáp | Nhai đạo                                                                     |
| Đức Linh Cáp | Hà Tây, Hà Đông, Hỏa Xa Trạm                                                 |
| Đức Linh Cáp | Trấn                                                                         |
| Đức Linh Cáp | Ca Hải, Hoài Đầu Tha Lạp, Kha Lỗ Kha                                         |
| Đức Linh Cáp | Hương                                                                        |
| Đức Linh Cáp | Súc Tập                                                                      |
| Mang Nhai | Trấn                                                                         |
| Mang Nhai | Hoa Thổ Câu, Mang Nhai, Lãnh Hồ                                              |
| Ô Lan | Trấn                                                                         |
| Ô Lan | Hi Lí Câu, Trà Tạp, Kha Kha, Đồng Phổ                                        |
| Đô Lan | Trấn                                                                         |
| Đô Lan | Sát Hán Ô Tô, Hương Nhật Đức, Hạ Nhật Cáp, Tông Gia                          |
| Đô Lan | Hương                                                                        |
| Đô Lan | Nhiệt Thủy, Hương Gia, Câu Lý, Ba Long                                       |
| Thiên Tuấn | Trấn                                                                         |
| Thiên Tuấn | Tân Nguyên, Mộc Lý, Giang Hà                                                 |
| Thiên Tuấn | Hương                                                                        |
| Thiên Tuấn | Khoái Nhĩ Mã, Chu Quần, Chức Hợp Mã, Tô Lý, Sinh Cách, Dương Khang, Long Môn |
| Đại Sài Đán | Trấn                                                                         |
| Đại Sài Đán | Sài Đán, Tích Thiết Sơn                                                      |